# Überjam Deux
Überjam Deux è un album in studio del chitarrista jazz statunitense John Scofield, pubblicato nel 2013.

## Tracce
1. Camelus – 5:17
2. Boogie Stupid – 5:05
3. Endless Summer – 6:07
4. Dub Dub – 6:06
5. Cracked Ice – 5:53
6. Al Green Song – 5:50
7. Snake Dance – 7:13
8. Scotown – 4:35
9. Torero – 5:51
10. Curtis Knew – 4:44
11. Just Don't Want to Be Lonely – 5:07
12. C.P. Shuffle (bonus track Giappone) – 3:09

## Formazione
- John Scofield – chitarra elettrica
- John Medeski – organo, piano Wurlitzer, mellotron
- Avi Bortnick – chitarra elettrica
- Andy Hess – basso
- Louis Cato – batteria
- Adam Deitch – batteria